# Otto Graf von Looz-Corswarem
Otto Graf von Looz-Corswarem (* 31. Oktober 1906 in Höxter; † 3. Juni 1985 in Koblenz) war ein deutscher Historiker und Archivar. Er war von 1959 bis 1971 Leiter des Staatsarchivs (heute Landeshauptarchiv) Koblenz.

## Leben und Wirken
Otto von Looz-Corswarem war der Sohn des Rittmeisters und Amtmanns Alfons Graf von Looz-Corswarem und dessen zweiter Frau Maria, geb. Nücker. Nach dem Abitur am Gymnasium in Höxter studierte er Geschichte, Germanistik und Englisch in Münster und Göttingen, wo er das Studium im Juli 1930 mit der Promotion und im Dezember 1930 mit dem Staatsexamen für das Lehramt an Gymnasien abschloss. Die Dissertation behandelte den spanischen Humanisten, Historiker und Prinzenerzieher Juan Ginés de Sepúlveda (1490–1573).
Von 1931 bis 1934 war er als Stipendiat der Preußischen Akademie der Wissenschaften in Berlin am Kaiser-Wilhelm-Institut in spanischen Archiven mit der Verzeichnung der diplomatischen Korrespondenz Karls V. beauftragt. Die Ergebnisse sind teilweise in den von seinem Doktorvater Karl Brandi herausgegebenen „Berichten und Studien zur Geschichte Karls V. / Nachrichten von der Gesellschaft der Wissenschaften zu Göttingen“ veröffentlicht. Wegen der Devisenbewirtschaftung und des beginnenden spanischen Bürgerkrieges mussten die Arbeiten abgebrochen werden. Von Looz-Corswarem trat dann in den 4. Lehrgang des Instituts für Archivwissenschaft und geschichtswissenschaftliche Fortbildung in Berlin-Dahlem ein, den er im Dezember 1935 mit dem archivischen Staatsexamen abschloss.
Im Januar 1936 trat er eine Stelle am preußischen Staatsarchiv in Koblenz an, wo er im September 1939 zum Archivrat ernannt wurde. Von 1940 bis 1945 leistete er Militärdienst. Nach seiner Freilassung aus sowjetischer Gefangenschaft nahm er 1946 die Tätigkeit am Staatsarchiv Koblenz wieder auf, dem er von 1959 bis zu seiner Pensionierung 1971, zuletzt als leitender Staatsarchivdirektor, vorstand. Mit dieser Funktion war auch die Leitung der Landesarchivverwaltung Rheinland-Pfalz verbunden.
Von Looz-Corswarem veröffentlichte zahlreiche Arbeiten zur rheinischen Landes- und Kirchengeschichte. Die weit fortgeschrittene Bearbeitung des Germania Sacra-Bandes: Stift Münstermaifeld wurde von seinem Sohn, Clemens von Looz-Corswarem, fertiggestellt.
Er war in verschiedenen regionalen historischen Organisationen tätig, u. a. im Verein für Geschichte und Kunst des Mittelrheins und im Verein für mittelrheinische Kirchengeschichte, dessen Präsident er von 1965 bis 1973 war. Nach seiner Pensionierung betreute er bis zu seinem Tod 1985 das Fürstlich Wiedische Archiv in Neuwied.
Von Looz-Corswarem war seit 1941 verheiratet mit der Archivarskollegin Katharina von Looz-Corswarem geborene Weber (1905–1985). Sie war während des Krieges und besonders in den Jahren 1944 bis 1946 auf der Festung Ehrenbreitstein für die dorthin ausgelagerten Archivalien und Kunstgegenstände verantwortlich. Aus der Ehe gingen zwei Kinder hervor.

## Schriften (Auswahl)
- Juan Ginés de Sepulveda, Dissertation, Göttingen 1931.
- Die römische Korrespondenz Karls V. in Madrid und Simancas (= Berichte und Studien zur Geschichte Karls V. XIII), in: Nachrichten von der Gesellschaft der Wissenschaften zu Göttingen (= Phil.-hist. Klasse, Fachgruppe II, Mittlere und Neuere Geschichte. NF, Bd. 1, Nr. 4), Göttingen 1935, S. 109–190.
- Die Korrespondenz Karls V. mit Philipp und mit der Regentschaft in Spanien (1539–1556) im Archiv zu Simancas (= Berichte und Studien zur Geschichte Karls V. XV), in: Nachrichten von der Gesellschaft der Wissenschaften zu Göttingen (= Phil.-hist. Klasse, Fachgruppe II, Mittlere und Neuere Geschichte. NF, Bd. 1, Nr. 7), Göttingen 1936, S. 227–268.
- mit Hellmuth Scheidt (Bearb.): Repertorium der Akten des ehemaligen Reichskammergerichts im Staatsarchiv Koblenz (= Veröffentlichungen der Landesarchivverwaltung Rheinland-Pfalz. Bd. 1), Koblenz 1957.
- (Bearb.): Kaiser und Reich unter Kaiser Karl V. Urkunden und Akten im Staatsarchiv Koblenz (= Veröffentlichungen der Landesarchivverwaltung Rheinland-Pfalz. Bd. 2), Koblenz 1964.
- Die Beziehungen der Gemeinde Dreis zur Abtei Echternach in neuerer Zeit. Ein Beitrag zur Geschichte der rheinischen Landgemeinden, in: Rheinische Vierteljahrsblätter (RhVjbl) 19, 1954 (Festschrift für C. Wampach), S. 90–103.
- Aus Dierdorfs Vergangenheit, in: Festschrift zur 600-Jahrfeier der Stadtrechtsverleihung an Dierdorf, 1957, S. 10–46.
- Die „Disciplina Choralis“ des Stifts St. Martin und Severus zu Münstermaifeld, in: Archiv für mittelrheinische Kirchengeschichte, Bd. 21, 1969, S. 163–177.
- Ein Entwurf zu einer Kurtrierischen Landesvereinigung von 1547 und seine Vorlagen, in: RhVjbl 38, 1974, S. 225–257.
- mit Udo Liessem (Bearb.): Koblenz. Schloss und Neustadt. Führer und Katalog einer Ausstellung der Baupläne im Sept./Okt. 1975, Koblenz 1975.
- Koblenz um 1800 (= Mittelrheinische Hefte. H. 6), Koblenz 1981.
- Clemens von Looz-Corswarem (Bearb.): Das Kollegiatstift St. Martin und St. Severus zu Münstermaifeld (= Germania sacra. Dritte Folge, Bd. 10: Die Bistümer der Kirchenprovinz Trier. Das Erzbistum Trier. Bd. 12). Im Auftrage der Akademie der Wissenschaften zu Göttingen. Nach Vorarbeiten von Otto Graf von Looz-Corswarem, Berlin/Boston 2015.